# 지피 (시간)
지피(Jiffy)는 "I will be back in a jiffy"와 같이 불특정 짧은 기간에 대한 비공식적 용어일 수 있다. 이를 통해 각 측정 단위는 매우 짧은 기간을 표현하거나 측정하는 데 사용되는 여러 측정 단위의 이름으로 더 정확한 응용 부문을 많이 만들어냈다. 1780년에 처음으로 입증된 이 단어의 유래는 불분명하지만, 한 가지 추측은 번개의 변말이라는 것이다. 이 단어는 여러 스코틀랜드 영어 방언에서 흔하게 사용되었으며 존 제이미슨(John Jamieson)의 스코틀랜드 언어 어원 사전(1808)에서는 'gliff'(glimpse) 또는 'gliffin'(glance)이 변형된 것이라고 이야기한다. 궁극적으로 '빛나는'(shine)을 뜻하는 고딕어 또는 튜턴어 단어에서 파생되었을 수 있다. ('일시적인 견해'를 의미하는 'Gliff' 또는 'gliss'는 이미 1738년 초 오래된 영국 시에서도 발견되었다.)

## 같이 보기
- 시스템 시간
- 보고밉스
- 크기 정도 (시간)